# Sarî-Baș, Pervomaiske
Sarî-Baș (în ucraineană Сари-Баш) este o comună în raionul Pervomaiske, Republica Autonomă Crimeea, Ucraina, formată numai din satul de reședință.

## Demografie
Componența lingvistică a comunei Sarî-Baș
     Tătară crimeeană (77,87%)
     Rusă (13,08%)
     Ucraineană (7,38%)
     Alte limbi (0,08%)
Conform recensământului din 2001, majoritatea populației comunei Sarî-Baș era vorbitoare de tătară crimeeană (77,87%), existând în minoritate și vorbitori de rusă (13,08%) și ucraineană (7,38%).